# Sporobolus actinocladus
Sporobolus actinocladus là một loài thực vật có hoa trong họ Hòa thảo. Loài này được (F.Muell.) F.Muell. miêu tả khoa học đầu tiên năm 1873.